# Distoleon catta
Distoleon catta is een insect uit de familie van de mierenleeuwen (Myrmeleontidae), die tot de orde netvleugeligen (Neuroptera) behoort. 
Distoleon catta is voor het eerst wetenschappelijk beschreven door Fabricius in 1775.